# Eric Correa
Eric «Bobo» Correa (Nova York, 27 d'agost de 1968) és un percussionista i membre dels grups Beastie Boys, Cypress Hill i Ritmo Machine.

## Biografia i carrera

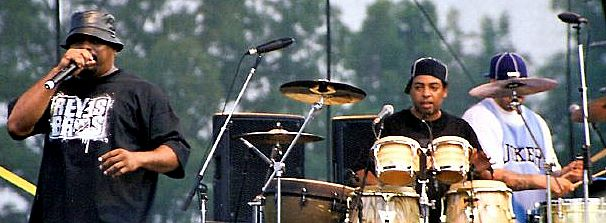
Sen Dog, Eric Bobo i B-Real de Cypress Hill

Eric Correa és fill de músic de jazz llatí Willie Bobo. Va començar a tocar la bateria als quatre anys i va fer la seva primera aparició pública als escenaris als cinc anys, actuant amb el seu pare.
Quan tenia 15 anys, el seu pare va morir i ell es va fer càrrec durant un any de la seva banda de jazz llatí mentre encara estava a l'institut. Va assistir a la Universitat Estatal de Califòrnia durant tres anys (1985-1988), va treballar als estudis de jazz del Departament de música i va gravar tres LP de jazz aclamats per la crítica: We Back Back, Diversions i Monstrosity!. Mercès a la recomanació d'un amic, va obtenir una audició amb els Beastie Boys que van acceptar d'incorporar-lo a la gira de l'àlbum Check Your Head.
Correa va acabar enregistrant amb els Beastie Boys els àlbums Ill Communication i Hello Nasty. Mentre estava de gira amb el grup, Correa va coincidir amb el grup Cypress Hill i s'hi va unir com a percussionista per a les gires internacionals, repartint el temps entre ambdós grups.
Quan Beastie Boys va començar a fer aturades llargues entre gires, Correa es va convertir en membre oficial a temps complet de Cypress Hill i ha girat i enregistrat amb el grup des de 1994. L'agost de 2005, Correa va gravar el seu àlbum de debut, Meeting of the Minds, en un estudi de Tucson. Va ser publicat per Nacional Records el 18 de novembre de 2008. El disc compta amb les col·laboracions de B-Real i Tony Touch. El 2012, Correa es va unir amb Latin Bitman per a formar el grup Ritmo Machine, que va publicar l'àlbum Welcome To The Ritmo Machine amb Nacional Records. L'àlbum compta amb col·laboracions de Mix Master Mike, Sen Dog i Ana Tijoux, entre d'altres.